# Поліція Ізраїлю

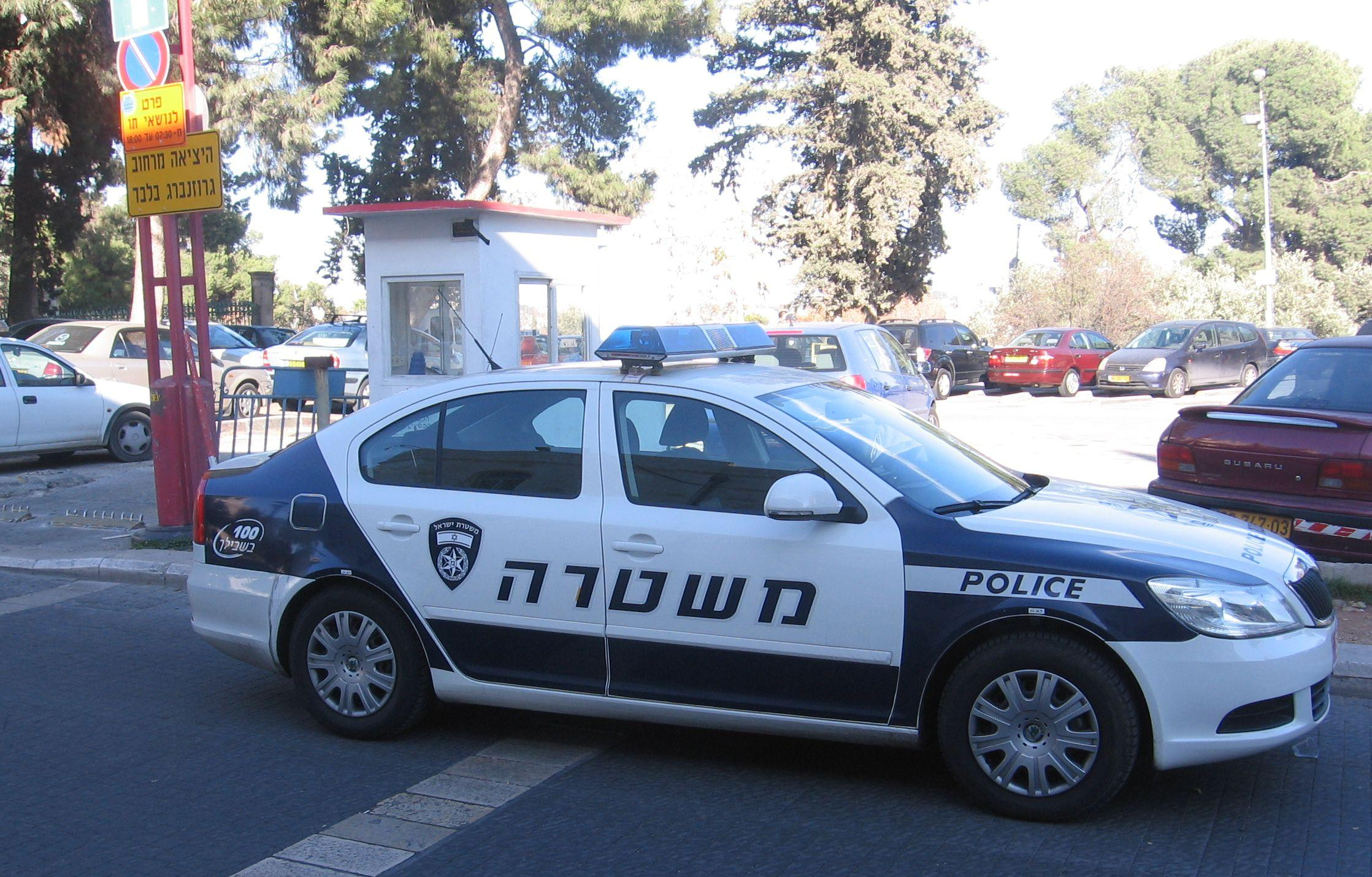
Патрульна поліцейська машина, Škoda Octavia II 2009

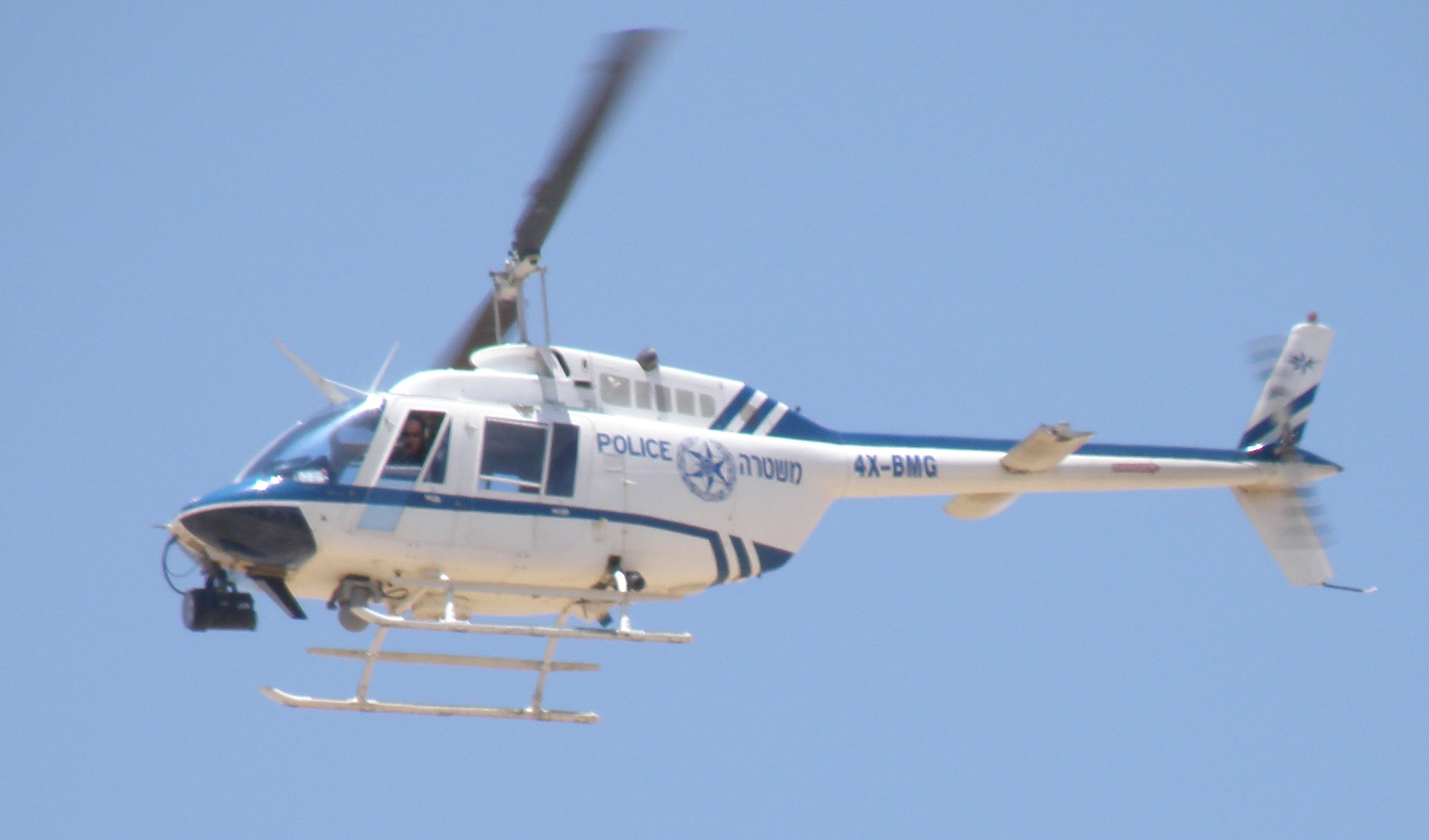
Гелікоптер поліції, Bell 206

Поліція Ізраїлю (івр. משטרת ישראל ‎ Міштерет Ісраель, англ. Israel Police) — система державних служб та органів в Ізраїлі. Знаходиться у віданні Міністерства внутрішньої безпеки.
Ізраїльська поліція покликана здійснювати нагляд за дотриманням закону в дусі основних цінностей Держави Ізраїль, висловлених у Декларації незалежності, та забезпечувати особисту безпеку та високу якість життя населення країни. Як і в більшості інших поліцейських структур у світі, до її обов'язків входить боротьба зі злочинністю, регулювання руху на дорогах, управління та забезпечення громадської безпеки.
У разі надзвичайної події мешканець Ізраїлю може викликати поліцію, набравши «100» із будь-якого телефону. Національна Штаб-квартира Поліції Ізраїлю знаходиться в Єрусалимі.

## Історія
Поліція Ізраїлю була створена у 1948 році, з заснуванням Держави Ізраїль. Підготовка почалася за півроку до цього, і 15 травня 1948 року міністр поліції Шалом Шитріт призначив Йехезкеля Саара першим генеральним інспектором поліції.
Під час другої інтифади поліцейські були останнім бар'єром на шляху терористів-смертників і запобігли чимало терактів, встигнувши схопити терориста в останній момент вже на території Ізраїлю.

## Звання
| Звання                                  | Звання | Англійська назва                 |
| --------------------------------------- | ------ | -------------------------------- |
| Шоте́р (івр. שוטר)                       |        | Constable                        |
| Рав-шоте́р (івр. רב-שוטר)                |        | Corporal                         |
| Сама́ль шені (івр. סמל שני)              |        | Sergeant                         |
| Сама́ль рішо́н (івр. סמל ראשון)           |        | Staff Sergeant                   |
| Рав-сама́ль (івр. רב-סמל)                |        | Sergeant Major                   |
| Рав-сама́ль рішо́н (івр. רב-סמל ראשון)    |        | Staff Sergeant Major             |
| Рав-сама́ль міткаде́м (івр. רב-סמל מתקדם) |        | Advanced Staff Sergeant Major    |
| Рав-сама́ль бахиір (івр. רב-סמל בכיר)    |        | Senior Staff Sergeant Major      |
| Рав-нага́д (івр. רב-נגד)                 |        | Senior Non-Commissioned Officer  |
| Мефаке́ах мішне́ (івр. מפקח משנה)         |        | Sub-Inspector                    |
| Мефаке́ах (івр. מפקח)                    |        | Inspector                        |
| Пака́д (івр. פקד)                        |        | Chief Inspector                  |
| Рав-пака́д (івр. רב-פקד)                 |        | Superintendent                   |
| Сган ніца́в (івр. סגן ניצב               |        | Chief Superintendent             |
| Ніца́в мишне́ (івр. ניצב משנה)            |        | Commander                        |
| Тат-ніца́в (івр. תת-ניצב)                |        | Brigadier General                |
| Ніца́в (івр. ניצב)                       |        | Major General                    |
| Рав-ніца́в (івр. רב-ניצב)                |        | Inspector General (Commissioner) |

## Озброєння
- Jericho 941
- Беретта 71
- Браунінг Hi-Power
- Глок 17/19

- Карабін М1
- Карабін М1А1
- Мікро-Галіль (МАГАЛЬ)
- Галіль
- Гвинтівка М16
- Гвинтівка CAR-15 (Colt Commando)
- Карабін М4
- Remington 700
- Mauser SP66
- Mauser 86 SR
- Mauser 98k
- Гвинтівка М14
- Галіль — снайперський варіант

- Поліцейська Дубинка
- Гранати зі сльозогінним газом
- Гумові кулі
- Водяні гармати